# Sully-sur-Loire
Sully-sur-Loire is een gemeente in het Franse departement Loiret (regio Centre-Val de Loire). De plaats maakt deel uit van het arrondissement Orléans. Sully-sur-Loire telde op 1 januari 2022 5.142 inwoners.

## Geografie
De oppervlakte van Sully-sur-Loire bedroeg op 1 januari 2022 43,6 vierkante kilometer; de bevolkingsdichtheid was toen 117,9 inwoners per km².

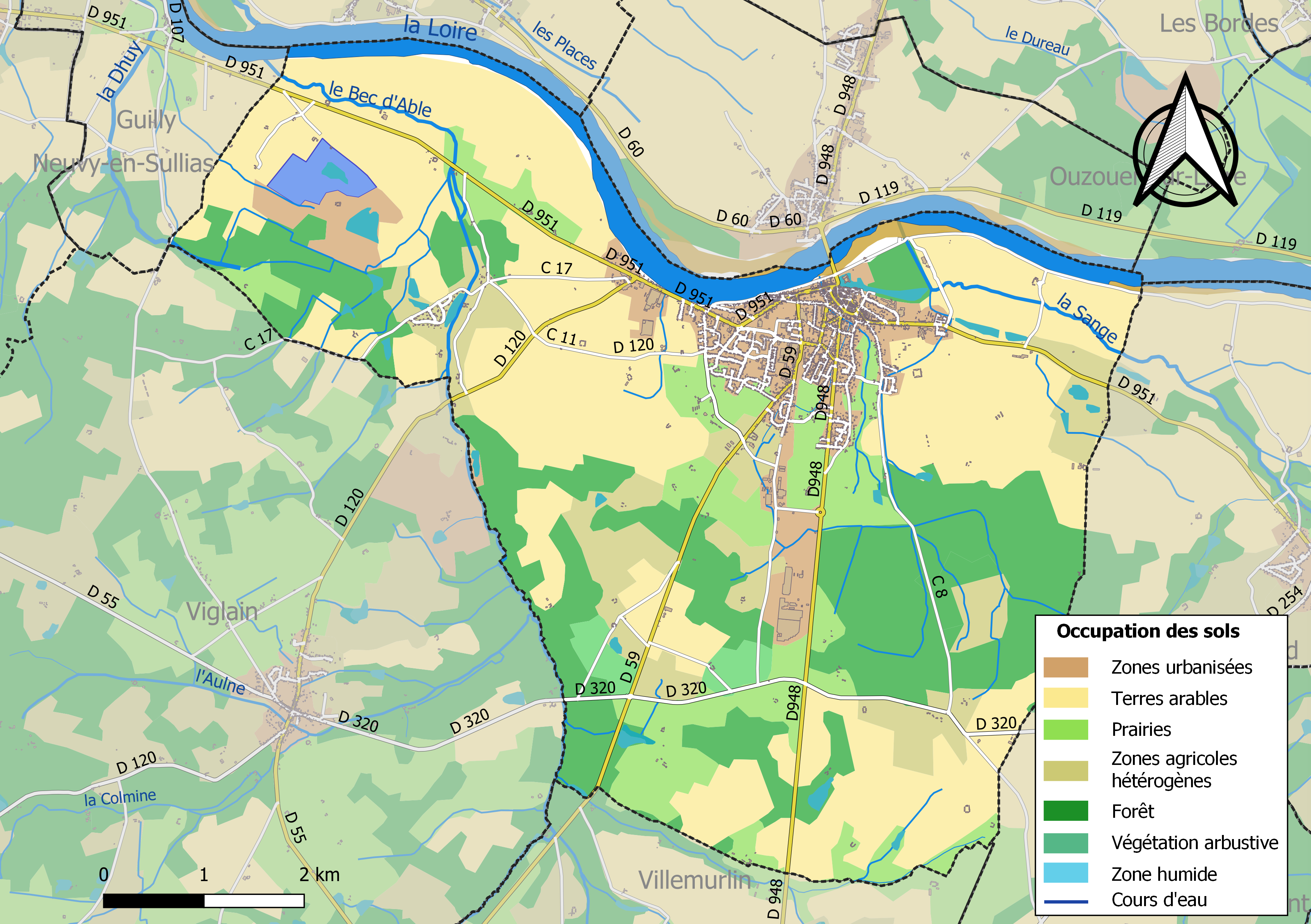
Kaart van de gemeente met de belangrijkste infrastructuur, bodemgebruik en omliggende gemeenten

## Demografie
Onderstaande figuur toont het verloop van het inwonertal (bron: INSEE-tellingen).

## Geboren
- Mauritius van Sully (?-1196), bisschop van Parijs en bouwheer van de Notre-Dame van Parijs
- Hendrik van Sully (?-1199), kardinaal-aartsbisschop van Bourges
- Odo van Sully (1166-1208), bisschop van Parijs. Deze bouwde verder aan de Notre-Dame. Odo was geen familie van Mauritius.
- Jan van Sully (?-1271), aartsbisschop van Bourges
- Guy van Sully (?-1280), aartsbisschop van Bourges
- Patrice Loko (1970), voetballer